# Pietraszki (województwo warmińsko-mazurskie)
Pietraszki (niem. Petrelskehmen) – wieś w Polsce położona w województwie warmińsko-mazurskim, w powiecie gołdapskim, w gminie Gołdap.
W latach 1975–1998 miejscowość położona była w województwie suwalskim.
Podczas akcji germanizacyjnej nazw miejscowych i fizjograficznych (tzw. chrzty hitlerowskie) utrwalona historycznie nazwa niemiecka Petrelskehmen została w 1938 r. zastąpiona przez administrację nazistowską sztuczną formą Peterkeim.